# Equipe espanhola na Copa Billie Jean King
A equipe espanhola na Copa Billie Jean King representa a Espanha na Copa Billie Jean King, principal competição de tênis masculina por equipes do mundo. É administrada pela Real Federação Espanhola de Tênis.
Conquistou cinco títulos, sendo todos na década de 1990, com um tricampeonato (1993-1994-1995).

## Última convocação
Para o Finals de 2023, em novembro:
- Paula Badosa
- Marina Bassols Ribera
- Cristina Bucșa
- Rebeka Masarova
- Sara Sorribes Tormo